# Ширванский поход Аббаса I
Ширванский поход Аббаса I состоялся в 1606–1607 годах, во время турецко-персидской войны 1603–1618 годов. Сефевиды потеряли контроль над провинцией Сефевидский Ширван по Стамбульскому мирному договору 1590 года. Зимой 1606 года сефевидский царь (шах) Аббас I Великий (годы правления 1588–1629) вторгся в Ширван. Дербент и Баку вскоре пали в результате восстаний сторонников Сефевидов, и весной 1607 года Аббас I и его люди успешно осадили Шемаху, столицу провинции Ширван. После завоевания Ширвана Сефевиды вернули себе все территории, утраченные османами в 1590 году, по договору Насух-паши.